# ラピス戸塚

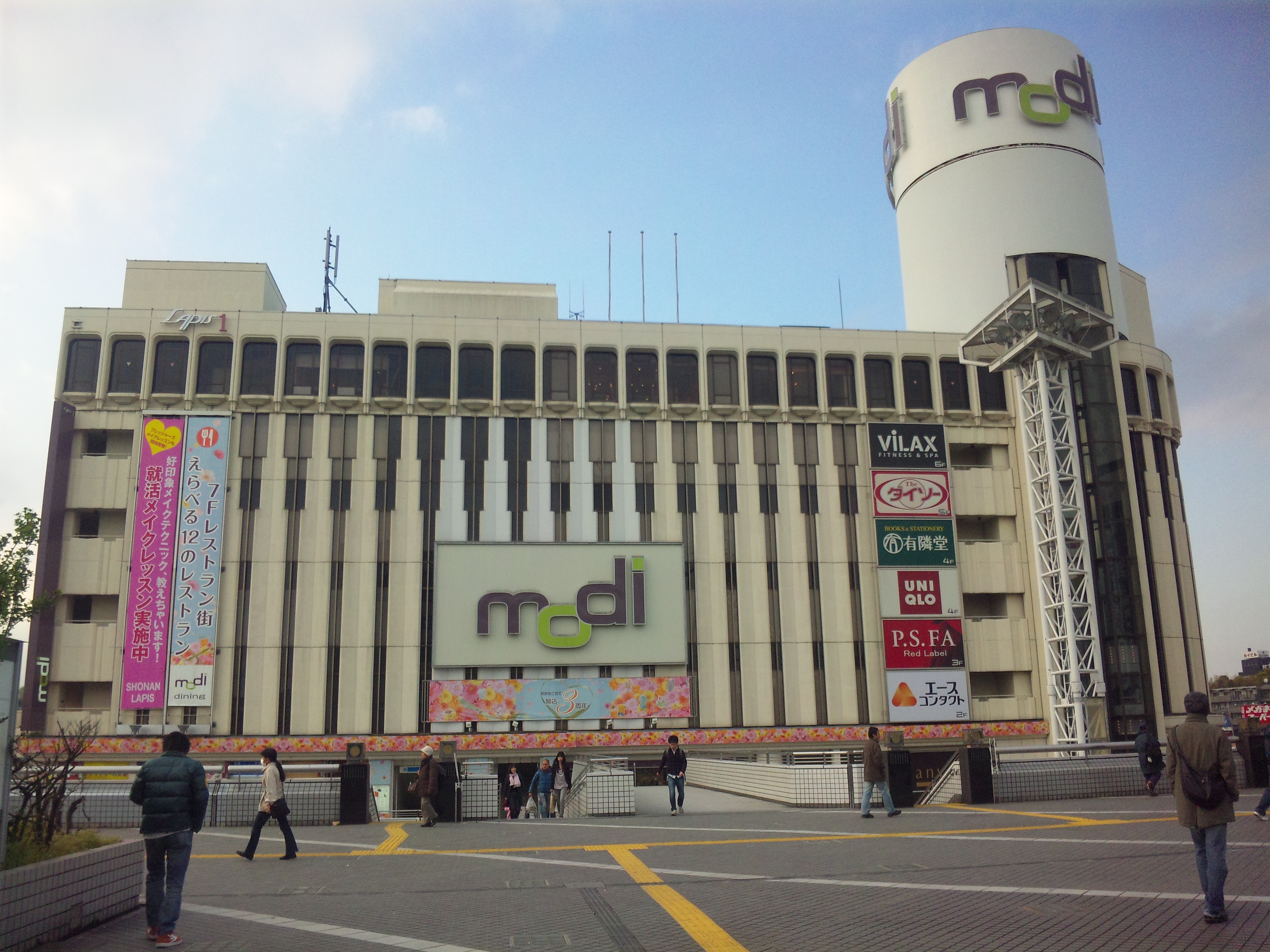
戸塚モディ（ラピス戸塚1）。丸井戸塚店時代は"modi"ロゴが"OIOI"だった。

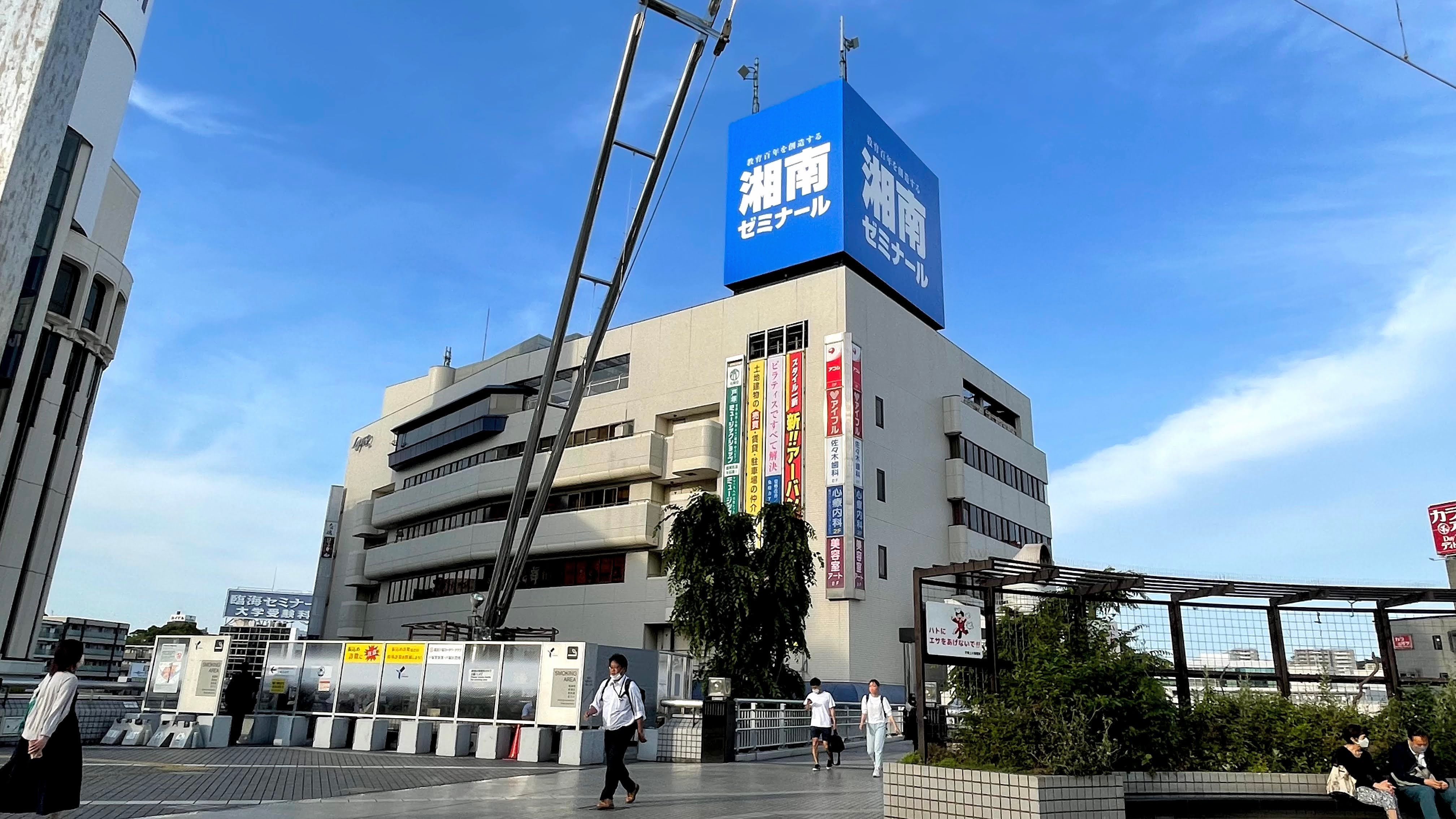
ラピス戸塚2

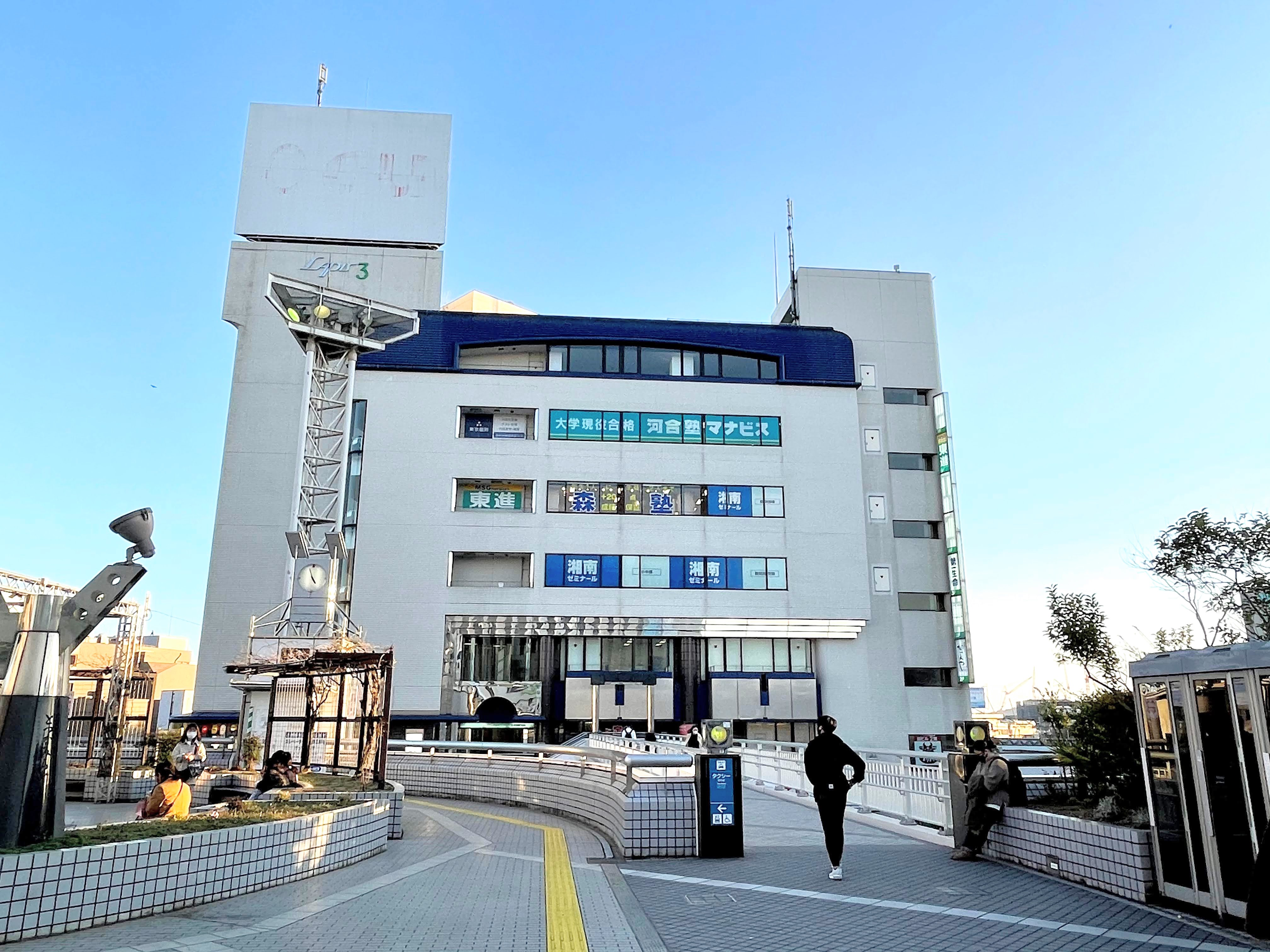
ラピス戸塚3

 ラピス戸塚は、神奈川県横浜市戸塚区戸塚町8番地に所在する再開発ビル。

## 概要
横浜市営地下鉄戸塚駅の開業に伴って行われた戸塚駅東口再開発事業により建設され、1986年（昭和61年）11月に開業した。ラピス1・2・3の3棟の再開発ビルがペデストリアンデッキでJR東海道線・横須賀線・横浜市営地下鉄戸塚駅東口と結ばれ、ラピス3ビルの前は戸塚駅東口バスターミナルとなっている。キーテナントはラピス1ビルに入居する戸塚モディで、開業当初は丸井戸塚店であった。戸塚モディ4階にはノジマ戸塚店も出店している。
ラピス1ビル・ラピス2ビルはともに地下1階地上7階建てで、地下1階で接続している。入居する店舗で「戸塚駅東口ラピス商店会」を構成しており、モディ以外のテナントは学習塾や飲食店がメインとなっている。
なおラピス戸塚2の地下深くには、横浜市営地下鉄ブルーライン戸塚駅がある。当初はこの位置に駅が建設される予定ではなかったが、柏尾川沿いの軟弱な地盤と西口再開発事業の難航により地下鉄戸塚駅の建設に着手することができず、隣の舞岡駅までの先行開業という事態になってしまった。そこで駅の位置が変更され、国鉄（現 JR）戸塚駅の直下（約77m）・東口バスターミナルと、その延長線上のラピス戸塚2に地下鉄駅が設置されることになった。ただその後も国鉄に委託していた国鉄直下の工事が国鉄分割民営化の時期と重なって難航し、国鉄直下の約66mが未完成のまま1987年5月に4両分（国鉄直下の一部と東口バスターミナル・ラピス戸塚2直下の約100m）のホームを持つ暫定駅として仮開業した。

## 歴史
- 1982年（昭和57年）4月 - 戸塚駅東口地区第一種市街地再開発事業事業計画決定。東口地区は第一種（権利変換方式）で行われた[5]。
- 1986年11月 - ラピス1・2・3ビルが同時開業、ペデストリアンデッキも開通。開業時のキーテナントは丸井戸塚店。キーテナントの募集はコンペ式で行われ、丸井のほかプランタンも参加した。
- 1987年5月24日 - 戸塚駅東口に横浜市営地下鉄戸塚駅が暫定開業。
- 1989年8月27日 - 横浜市営地下鉄戸塚駅が本開業。
- 2006年 - 丸井戸塚店が7階レストラン街、地下1階、1階の食料品売り場を残して閉店。ラピス1ビルB1階～2階の一部、ラピス2・3ビルは営業継続。
- 2007年 - ラピス1ビルのB1階〜7階に戸塚モディがリニューアル開業。B1階〜1階はまるい食遊館戸塚店となっている。
- 2017年 - モディ開業10年・ラピス開業約30年を記念して、ラピス1ビルのリニューアルに着手。